# Trần Quốc Liêm
Trần Quốc Liêm là Thiếu tướng Công an nhân dân Việt Nam. Ông từng giữ chức vụ Phó Tổng cục trưởng Tổng cục An ninh, Bộ Công an (Việt Nam) khu vực miền nam Việt Nam.

## Tiểu sử
Năm 2014, ông là Thiếu tướng, Phó Tổng cục trưởng Tổng cục An ninh I, Bộ Công an (Việt Nam).
Từ năm 2015 đến năm 2018; ông là Thiếu tướng, Phó Tổng cục trưởng Tổng cục An ninh, Bộ Công an (Việt Nam) khu vực phía nam Việt Nam.

## Gia đình
Theo Trương Huy San thì Trần Quốc Liêm là em ruột bà Trần Thanh Kiệm, phu nhân của cựu thủ tướng Việt Nam Nguyễn Tấn Dũng. Vợ ông Trần Quốc Liêm là bà Trần Hoa Mai.